# 二溴化一溴五氨合钴(III)
二溴化一溴五氨合钴(III)是一种无机配位化合物，化学式为[Co(NH3)5Br]Br2，它是紫色、可溶于水的固体。

## 制备和反应
二溴化一溴五氨合钴(III)由钴(II)盐在氨水中氧化制得。
2 CoBr2  +  8 NH3  +  2 NH4Br  +  H2O2   →    2 [Co(NH3)5Br]Br2  +  2 H2O
这个化合物最早在1870年代被报道，在这之前，这些化合物的结构甚至分子式都尚未确定。早期工作表明，只有三分之二的溴可以和其他阴离子（如硝酸根和连二硫酸根）交换。
这个配合物经历水合作用：
[Co(NH3)5Br]Br2  +  H2O  →    [Co(NH3)5(H2O)]Br3
这个过程被铂催化。

## 扩展阅读
- Loehlin, James H. "The Study of a Cobalt Complex-A Laboratory Project." Journal of Chemical Education. ACS Publications, Dec. 1982. Web.
- Williams, Gregory M.; Olmsted, John; Brekda, Andrew P, December 1989.“Coordination Complexes of Cobalt.”  Journal of Chemical Education 66 number 12.